# Uli Sckerl
Hans-Ulrich „Uli“ Sckerl (* 28. April 1951 in Weinheim; † 14. Februar 2022 ebenda) war ein deutscher Politiker (Bündnis 90/Die Grünen). Er war von 2006 bis zu seinem Tod 2022 Mitglied des Landtags von Baden-Württemberg.

## Leben und Beruf
Nach dem Abitur in Weinheim begann Sckerl ein Studium der Jura und Volkswirtschaftslehre in Heidelberg und Frankfurt am Main, das er aus familiären Gründen nicht abschloss, sondern nach dem ersten Staatsexamen abbrach. Von 1980 bis 2006 arbeitete er als Angestellter in einer Rechtsanwaltskanzlei und war nebenberuflich als Berater und Geschäftsführer tätig.
Sckerl verstarb am 14. Februar 2022 im Alter von 70 Jahren nach einer kurzen, schweren Krebserkrankung in seiner Heimatstadt Weinheim.  Er lebte mit seiner Familie in Weinheim. Sckerl war verheiratet und hatte zwei Kinder.

## Politik
Uli Sckerl war ab 1980 Mitglied der Grünen und bis zu seinem Tod einer der beiden Vorsitzenden des grünen Kreisverbands Neckar-Bergstraße. Ab 1984 war er Kreisrat und war dort Vorsitzender der Kreistagsfraktion der Grünen im Rhein-Neckar-Kreis bis 2011. Von 1989 bis 1998 war er Gemeinderat für die GLH in Hirschberg an der Bergstraße, ab 2004 war er Stadtrat für die Grüne Alternative Liste in Weinheim. Sckerl war ehrenamtlicher Vorsitzender der grün-nahen kommunalpolitischen Vereinigung „Grüne und Alternative in den Räten Baden-Württemberg (GAR)“ von 1999 bis 2010, die auf Landesebene die Interessen der rund 1250 grünen und grün-nahen kommunalen Mandatsträger in Baden-Württemberg vertritt. In dieser Funktion war er von 2001 bis 2010 auch Mitglied im Landesvorstand der Grünen in Baden-Württemberg.
Bei der Landtagswahl 2006 wurde Sckerl über ein Zweitmandat im Wahlkreis Weinheim in den Landtag von Baden-Württemberg gewählt. In der Grünen-Fraktion war er innenpolitischer und kommunalpolitischer Sprecher. 2009 erhielt er den Ehrenring des Rhein-Neckar-Kreises für 25 Jahre Mitgliedschaft im Kreistag. Ab der Landtagswahl 2011, bei der er erneut über das Zweitmandat in den Landtag gewählt wurde, bis zu seinem Tod war Sckerl parlamentarischer Geschäftsführer und stellvertretender Fraktionsvorsitzender der Grünen im Landtag. Bei der Landtagswahl 2016 gewann er erstmals das Direktmandat in seinem Wahlkreis. Bei der Landtagswahl 2021 konnte er sein Direktmandat mit 35,6 Prozent der Stimmen verteidigen. Nach seinem Tod rückte Fadime Tuncer für ihn in den Landtag nach.